# Академическая гребля на летних Олимпийских играх 1952 — двойки
Соревнования среди двоек распашных без рулевого по академической гребле среди мужчин на летних Олимпийских играх 1952 года прошли с 20 по 23 июля в окрестностях Хельсинки в Мейлахти. В соревновании приняли участие 32 спортсмена из 16 стран. Действующие олимпийские чемпионы из Великобритании Джек Уилсон и Рэн Лори после окончания Игр завершили спортивную карьеру.
Олимпийскими чемпионами хельсинкских игр стали гребцы из США Чарли Логг и Томас Прайс. Серебряную медаль завоевали бельгийцы Михел Кнёйсен и Роберт Батенс. Бронзовые награды выиграли гребцы из Швейцарии Курт Шмид и Ханс Кальт, который в 1948 году вместе с братом Йозефом стал серебряным призёром.

## Призёры
| Золото                         | Серебро                                 | Бронза                             |
| США · Чарли Логг · Томас Прайс | Бельгия · Михел Кнёйсен · Роберт Батенс | Швейцария · Курт Шмид · Ханс Кальт |

## Рекорды
До начала летних Олимпийских игр 1952 года лучшее олимпийское время было следующим:
| Лучшее олимпийское время | Спортсмены                            | Время  | Место     | Дата           |
| ------------------------ | ------------------------------------- | ------ | --------- | -------------- |
| Лучшее олимпийское время | Германия · Бруно Мюллер · Курт Мёштер | 7:08,2 | Амстердам | 8 августа 1928 |

По ходу соревнований ни один из экипажей не смог превзойти данный результат.

## Расписание
| Дата    | Раунд                  |
| ------- | ---------------------- |
| 20 июля | Предварительные заезды |
| 21 июля | Отборочные заезды      |
| 21 июля | Полуфиналы             |
| 22 июля | Отборочные заезды      |
| 23 июля | Финал                  |

## Результаты

### Предварительный этап
Первые два экипажа из каждого заезда проходили в полуфинал соревнований. Все остальные спортсмены попадали в утешительные заезды, где были разыграны 2 места во второй отборочный этап.

#### Заезд 1
| Место | Спортсмены                  | Страна         | Время  | Отставание | Примечания |
| ----- | --------------------------- | -------------- | ------ | ---------- | ---------- |
| 1     | Курт Шмид Ханс Кальт        | Швейцария      | 7:46,0 | +0,00      | SF         |
| 2     | Дэвид Каллендер Крис Дэвидж | Великобритания | 7:47,0 | +1,0       | SF         |
| 3     | Михел Кнёйсен Роберт Батенс | Бельгия        | 7:48,9 | +2,9       | 1R         |
| 4     | Чарли Логг Томас Прайс      | США            | 7:50,7 | +4,7       | 1R         |

#### Заезд 2
| Место | Спортсмены                      | Страна    | Время  | Отставание | Примечания |
| ----- | ------------------------------- | --------- | ------ | ---------- | ---------- |
| 1     | Дональд Палмер Вик Миддлтон     | Австралия | 8:06,4 | +0,00      | SF         |
| 2     | Бент Йенсен Палле Тиллиш        | Дания     | 8:13,3 | +6,9       | SF         |
| 3     | Бруно Гамба Антонио Саверио     | Италия    | 9:21,2 | +1:14,8    | 1R         |
| —     | Ян Святковский Станислав Висняк | Польша    | DSQ    | DSQ        | 1R         |

#### Заезд 3
| Место | Спортсмены                      | Страна     | Время  | Отставание | Примечания |
| ----- | ------------------------------- | ---------- | ------ | ---------- | ---------- |
| 1     | Бен Биннендейк Карл Кунце       | Нидерланды | 8:00,4 | +0,00      | SF         |
| 2     | Альберто Мадеро Оскар Альмирон  | Аргентина  | 8:02,2 | +1,8       | SF         |
| 3     | Клаус Хан Херберт Кесель        | Саар       | 8:09,5 | +9,1       | 1R         |
| 4     | Михаил Плаксин Василий Багрецов | СССР       | 8:12,3 | +11,9      | 1R         |

#### Заезд 4
| Место | Спортсмены                          | Страна    | Время  | Отставание | Примечания |
| ----- | ----------------------------------- | --------- | ------ | ---------- | ---------- |
| 1     | Бернт Торбернтссон Эверт Гуннарссон | Швеция    | 7:54,5 | +0,00      | SF         |
| 2     | Жан-Пьер Суш Рене Гиссар            | Франция   | 7:57,9 | +3,4       | SF         |
| 3     | Хайнц Реннеберг Хайнц Айххольц      | Германия  | 8:03,3 | +8,8       | 1R         |
| 4     | Бенгт Альстрём Стиг Винтер          | Финляндия | 8:06,7 | +12,2      | 1R         |

### Отборочные заезды
Победители каждого заезда проходили во второй отборочный этап соревнований, где разыгрывались три путёвки в финал. Все остальные спортсмены выбывали из борьбы за медали.

#### Заезд 1
| Место | Спортсмены                      | Страна    | Время  | Отставание | Примечания |
| ----- | ------------------------------- | --------- | ------ | ---------- | ---------- |
| 1     | Михел Кнёйсен Роберт Батенс     | Бельгия   | 7:22,8 | +0,0       | 2R         |
| 2     | Михаил Плаксин Василий Багрецов | СССР      | 7:31,9 | +3,1       |            |
| 3     | Бруно Гамба Антонио Саверио     | Италия    | 7:43,4 | +20,6      |            |
| 4     | Бенгт Альстрём Стиг Винтер      | Финляндия | 7:47,9 | +25,1      |            |

#### Заезд 2
| Место | Спортсмены                      | Страна   | Время  | Отставание | Примечания |
| ----- | ------------------------------- | -------- | ------ | ---------- | ---------- |
| 1     | Чарли Логг Томас Прайс          | США      | 7:28,4 | +0,0       | 2R         |
| 2     | Ян Святковский Станислав Висняк | Польша   | 7:39,7 | +11,3      |            |
| —     | Клаус Хан Херберт Кесель        | Саар     | DNF    | DNF        |            |
| —     | Хайнц Реннеберг Хайнц Айххольц  | Германия | DNS    | DNS        |            |

### Полуфиналы
Победители каждого заезда проходили в финал соревнований. Все остальные спортсмены попадали во второй отборочный заезд, где определяли ещё трёх финалистов.

#### Заезд 1
| Место | Спортсмен                      | Страна    | Время  | Отставание | Примечания |
| ----- | ------------------------------ | --------- | ------ | ---------- | ---------- |
| 1     | Курт Шмид Ханс Кальт           | Швейцария | 7:37,7 | +0,0       | F          |
| 2     | Дональд Палмер Вик Миддлтон    | Австралия | 7:46,8 | +9,1       | 2R         |
| 3     | Жан-Пьер Суш Рене Гиссар       | Франция   | 7:54,7 | +17,0      | 2R         |
| 4     | Альберто Мадеро Оскар Альмирон | Аргентина | 7:59,8 | +22,1      | 2R         |

#### Заезд 2
| Место | Спортсмен                           | Страна         | Время  | Отставание | Примечания |
| ----- | ----------------------------------- | -------------- | ------ | ---------- | ---------- |
| 1     | Дэвид Каллендер Крис Дэвидж         | Великобритания | 7:45,6 | +0,0       | F          |
| 2     | Бен Биннендейк Карл Кунце           | Нидерланды     | 7:53,2 | +7,6       | 2R         |
| 3     | Бернт Торбернтссон Эверт Гуннарссон | Швеция         | 8:07,5 | +21,9      | 2R         |
| 4     | Бент Йенсен Палле Тиллиш            | Дания          | 8:15,7 | +30,1      | 2R         |

### Вторые отборочные заезды
Победители каждого заезда проходил в финал. Все остальные гребцы выбывали из соревнований.

#### Заезд 1
| Место | Спортсмен                   | Страна    | Время  | Отставание | Примечания |
| ----- | --------------------------- | --------- | ------ | ---------- | ---------- |
| 1     | Чарли Логг Томас Прайс      | США       | 7:36,2 | +0,0       | F          |
| 2     | Бент Йенсен Палле Тиллиш    | Дания     | 7:47,1 | +10,9      |            |
| 3     | Дональд Палмер Вик Миддлтон | Австралия | 7:50,5 | +14,3      |            |

#### Заезд 2
| Место | Спортсмен                      | Страна     | Время  | Отставание | Примечания |
| ----- | ------------------------------ | ---------- | ------ | ---------- | ---------- |
| 1     | Михел Кнёйсен Роберт Батенс    | Бельгия    | 7:35,0 | +0,0       | F          |
| 2     | Альберто Мадеро Оскар Альмирон | Аргентина  | 7:41,0 | +6,0       |            |
| 3     | Бен Биннендейк Карл Кунце      | Нидерланды | 7:44,7 | +9,7       |            |

#### Заезд 3
| Место | Спортсмен                           | Страна  | Время  | Отставание | Примечания |
| ----- | ----------------------------------- | ------- | ------ | ---------- | ---------- |
| 1     | Жан-Пьер Суш Рене Гиссар            | Франция | 7:57,1 | +0,0       | F          |
| 2     | Бернт Торбернтссон Эверт Гуннарссон | Швеция  | 7:58,6 | +1,5       |            |

### Финал
После того, как в полуфинале выбыли шведские и датские спортсмены, считалось, что борьбу за победу поведут действующие чемпионы Европы из Бельгии Михел Кнёйсен и Роберт Батенс, чемпионы Европы 1950 года швейцарцы Курт Шмид и Ханс Кальт, а также гребцы из Великобритании Дэвид Каллендер и Крис Дэвидж. Со старта финального заезда лидерство захватила сборная Швейцарии, но вскоре её догнали бельгийские гребцы, а затем неожиданно вперёд вырвались гребцы из США Чарли Логг и Томас Прайс. Незадолго до финиша бельгийские гребцы вновь вышли вперёд, но американцы на последних 100 метрах совершили мощный финишный рывок и завоевали золотую медаль, опередив бельгийцев почти на три секунды. Швейцария финишировала на третьем месте.
| Место | Спортсмены                  | Страна         | Время  | Отставание |
| ----- | --------------------------- | -------------- | ------ | ---------- |
| 1     | Чарли Логг Томас Прайс      | США            | 8:20,7 | +0,0       |
| 2     | Михел Кнёйсен Роберт Батенс | Бельгия        | 8:23,5 | +2,8       |
| 3     | Курт Шмид Ханс Кальт        | Швейцария      | 8:32,7 | +12,0      |
| 4     | Дэвид Каллендер Крис Дэвидж | Великобритания | 8:37,4 | +16,7      |
| 5     | Жан-Пьер Суш Рене Гиссар    | Франция        | 8:48,8 | +28,1      |